# Patung Yesus Memberkati
Patung Yesus Memberkati (que em indonésio quer dizer Estátua de Jesus benzendo é uma estátua de Jesus Cristo situada na cidade de Manado, na Indonésia. 

## Estrutura
A estrutura possui 50 metros de altura, sendo 20 metros de pedestal e 30 metros de estátua. Possui cerca de 25 toneladas de fibra metálica e 35 toneladas de aço. Esta estátua tornou em um novo ícone da cidade, tornando-se em 2010, a segunda estátua de cristo mais alta já construidaes na Ásia e a quarta maior do mundo.